# Rózsaszentmárton, Heves
Rózsaszentmárton  este un sat în districtul Hatvan, județul Heves, Ungaria, având o populație de 2.009 locuitori (2011). 

## Demografie
Componența etnică a satului Rózsaszentmárton
     Maghiari (98,49%)
     Necunoscut (0,18%)
     Alții (1,33%)
Componența confesională a satului Rózsaszentmárton
     Romano-catolici (51,97%)
     Fără religie (12,99%)
     Reformați (3,58%)
     Necunoscută (29,92%)
     Alte religii (2,34%)
Conform recensământului din 2011, satul Rózsaszentmárton avea 2.009 locuitori. Din punct de vedere etnic, majoritatea locuitorilor (98,49%) erau maghiari. Apartenența etnică nu este cunoscută în cazul a 0,18% din locuitori.  Din punct de vedere confesional, majoritatea locuitorilor (51,97%) erau romano-catolici, existând și minorități de persoane fără religie (12,99%) și reformați (3,58%). Pentru 29,92% din locuitori nu este cunoscută apartenența confesională.